# Kevin Jonas
Paul Kevin Jonas II (Teaneck, 5 de novembro de 1987), é um músico, compositor e guitarrista norte-americano. Ele ganhou popularidade como membro da banda de pop rock Jonas Brothers, ao lado de seus irmãos mais novos, Joe Jonas e Nick Jonas.
No dia 29 de outubro de 2013, após especulações, os Jonas Brothers, anunciaram que a banda acabou. Mas retornaram, em 01 de março de 2019 com o single Sucker. Que foi recebido muito bem, ficando em 1º lugar no Itunes no lançamento.

## Biografia
Ele é o primeiro filho no geral da professora Denise Miller-Jonas e de Srº Paul Kevin Jonas. Ele tem no total três irmãos menores: o cantor Joe Jonas (nascido em 1989), o cantor Nick Jonas (nascido em 1992) e o ator Frankie Jonas (nascido em 2000). Seu pai, Paul Kevin Jonas Sr., é um compositor, músico e ex-ministro ordenado em uma igreja das Assembleias de Deus

## Carreira de ator
Em 2008, ficou famoso por interpretar o divertido cantor de música pop Jason Gray da boyband fictícia "Connect 3" em "Camp Rock", um filme para televisão original da Disney Channel. Em 2010, Kevin retornou a interpretar o mesmo personagem Jason Gray, dessa vez no filme de sequência, intitulado de: "Camp Rock 2". 

## Casamento e paternidade
Em 19 de dezembro de 2009, ele se casou com Danielle Deleasa.
No dia 29 de agosto de 2013, Kevin anunciou que sua esposa Danielle estava grávida de uma menina.
No dia 02 de Fevereiro de 2014, sua esposa Danielle deu à luz Alena Rose Jonas, que também é a primeira neta do casal Denise Miller-Jonas e de Srº Paul Kevin Jonas.
No dia 25 de abril de 2016, Kevin anunciou em seu Twitter que será pai pela segunda vez.
No dia 27 de outubro de 2016, sua esposa Danielle deu à luz uma segunda menina: Valentina Angelina Jonas.

## Filmografia
| Ano  | Série/Filme                               | Papel                   | Notas                                                                                  |
| 2007 | Hannah Montana                            | Ele mesmo               | Participação Especial (Episódio 42 - Me, Mr Jonas, Mr Jonas and Mr Jonas)              |
| 2008 | Disney Channel Games 2008'                | Ele mesmo               | Jogos com artistas "Disney"                                                            |
| 2008 | Best of Both Worlds Concert               | Ele mesmo               | Filme 3D de Hannah Montana                                                             |
| 2008 | Camp Rock                                 | Jason Gray da Connect 3 | Filme original da Disney Channel                                                       |
| 2009 | JONAS                                     | Kevin Jonas             | Série da Disney                                                                        |
| 2009 | Jonas Brothers: The 3D Concert Experience | Ele mesmo               | Filme 3D - Bastidores da turnê Burnin' Up                                              |
| 2009 | Uma Noite no Museu 2                      | Querubim                | Voz, cantaram: More Than a Women dos Bee Gees, LoveBug e para soundtrack "Fly with me" |
| 2009 | Atrevete a Soñar                          | Ele mesmo               | Novela Mexicana, Participação Especial                                                 |
| 2010 | Camp Rock 2                               | Jason Gray da Connect 3 | Filme original da Disney Channel                                                       |
| 2010 | JONAS L.A                                 | Kevin Jonas             | Série da Disney                                                                        |
| 2010 | Minute to Win It                          | Ele mesmo               | Programa de TV dos EUA                                                                 |
| 2010 | My Mentors                                | Ele mesmo               |                                                                                        |
| 2010 | Married to Jonas                          | Ele mesmo               | Programa de TV                                                                         |
| 2010 | Live with Kelly                           | Ele mesmo               | Programa de TV                                                                         |